# Orophora toumatou
Orophora toumatou är en fjärilsart som beskrevs av Richard William Fereday 1878. Orophora toumatou ingår i släktet Orophora och familjen säckspinnare. Inga underarter finns listade i Catalogue of Life.